# Grammica suaveolens
Grammica suaveolens là một loài thực vật có hoa trong họ Bìm bìm. Loài này được (Ser.) Des Moul. mô tả khoa học đầu tiên năm 1854.